# Yeldos Smetov
Yeldos Smetov  (født 9. september 1992) er en kasakhisk judoka.
Han repræsenterede Kasakhstan under sommer-OL 2016 i Rio de Janeiro, hvor han tog sølv i 60 kg.
Under sommer-OL 2020 i Tokyo tog han bronze.